# SciTE
SciTE (от англ. Scintilla based Text Editor) — кроссплатформенный текстовый редактор, созданный Нилом Ходжсоном (англ. Neil Hodgson) с использованием разработанного им же компонента редактирования Scintilla. Предназначен, в основном, для редактирования исходных текстов программ и выполняет подсветку синтаксиса для многих языков программирования (C, C++, C#, Java, Ruby, Pascal, Perl, Python и др.), разметки (HTML, XML и т. п.), описания аппаратуры (VHDL, Verilog, SystemVerilog). SciTE характеризуется как компактный текстовый редактор для программистов с удобно реализованным сворачиванием кода, развитой подсветкой синтаксиса и другими полезными функциями. SciTe является переносимым приложением и работает при запуске с переносных устройств. Размер дистрибутива SciTE не превышает 2,5 МБ.
SciTE был первоначально создан для демонстрации возможностей Scintilla, однако по мере развития стал широко используемым текстовым редактором. Количество загрузок программы превысило 4 млн.
Кроме Нейла Ходжсона, вклад в работу над SciTE сделали ещё множество других участников.

## Произношение названия
Не существует единого мнения о произношении названия «SciTE». (Scintilla Text Editor) [saɪntilla].
Многие пользователи произносят его как sight или site [saɪt], в то время как сам автор придерживается произношения skite [skaɪt] или shkite [ʃkaɪt].

## Особенности SciTE

### Интерфейс
Интерфейс SciTE однооконный, многодокументный, с использованием вкладок для переключения между открытыми файлами. Присутствуют меню, панель инструментов, панель вкладок и панель статуса. Существуют файлы локализации для нескольких десятков языков, в том числе русского. Помимо естественных языков, существует файл локализации для международного языка Эсперанто. Новые файлы локализации можно создавать путём перевода файла «locale.properties», входящего в состав дистрибутива.

### Настройка
SciTE обладает широкими возможностями по настройке, которые реализуются путём редактирования файлов конфигурации, быстрый доступ к которым предоставлен в разделе меню «Настройки». Графический интерфейс настройки отсутствует, за исключением настроек отступа.
Также возможности SciTE могут быть расширены с помощью скриптов на языке Lua, которые выполняются с помощью встроенного интерпретатора Lua 5.1.

### Работа с файлами
SciTE позволяет открывать и сохранять файлы как в системной кодировке, так и в Unicode (UTF-8 и UTF-16).
Возможен экспорт файлов в форматах HTML, RTF, PDF, LaTeX, XML с сохранением подсветки синтаксиса;
Существует возможность сохранять и загружать сессию — набор открытых файлов. Это позволяет использовать SciTE для работы с различными проектами, состоящими из большого числа файлов.
Существует ограничение на количество одновременно открытых файлов: максимальное значение задаётся в настройках и не может превышать 100.

### Редактирование текста
Особенности реализации отображения текста в SciTE:
- возможность буферизации графики, чтобы избежать мерцания при прорисовке символов;
- одновременное использование различных, в том числе и пропорциональных, шрифтов;
- быстрое изменение размера шрифтов;
- отображение номеров строк;
- подсветка синтаксиса для большого количества языков программирования;
- фолдинг, то есть сворачивание и разворачивание структурных блоков текста (классов, функций, циклов и т. п.);

Особенности реализации редактирования:
- автоматическая установка отступов;
- подсветка парных или непарных (незакрытых) скобок;
- автодополнение (автоматическое завершение) используемых в файле имён типов, функций, переменных;
- всплывающие подсказки о параметрах функций;
- установка закладок;
- быстрый поиск по файлу и фиксируемое цветовое выделение выражения под курсором, клавиатурная навигация по выделенным фрагментам;
- подсветка всех видимых копий слова под курсором;
- поиск и замена текста с использованием регулярных выражений во всех открытых файлах (вместе с 2 предыдущими пунктами — инструменты упрощения рефакторинга);

### Подключение внешних программ

Обработка сообщений компилятора в SciTE

SciTE позволяет вызывать внешние программы для обработки открытых файлов (например, компиляторы) с помощью команд из раздела меню «Tools» (с англ. — «инструменты»). Команды могут быть настроены пользователем и различаются в зависимости от типа обрабатываемого файла.
Результаты работы отображаются в окне консоли, которое появляется в нижней (или правой) части окна SciTE. При этом сообщения об ошибках выделяются цветом. С помощью щелчка по сообщению можно перейти к соответствующей строке в редактируемом файле.

## Совместимость

SciTE 1.71 для Linux

SciTE распространяется как в виде готовых дистрибутивов для ОС Linux и Microsoft Windows, так и в виде исходных текстов на C++, которые могут быть скомпилированы:
- в ОС Linux, с помощью компилятора GCC версии не ниже 3.1.
- в ОС Microsoft Windows, с использованием одного из следующих компиляторов:
  - Microsoft Visual Studio .NET 2003;
  - MinGW C++;
  - Borland C++ Builder;
  - Borland C++ Compiler 5.5.

В ОС Linux интерфейс SciTE реализован с помощью GTK+, в ОС Microsoft Windows — на Windows API.